# Enzymersatztherapie
Die Enzymersatztherapie (EET oder ERT von englisch Enzyme Replacement Therapy) ist ein therapeutisches Verfahren zur Behandlung von Enzymdefekten bei lysosomalen Speicherkrankheiten. Den Patienten werden dabei per Infusion oder Injektion synthetische Enzyme zugeführt.
Der Enzymdefekt beim Patienten kann durch ein fehlendes oder fehlerhaftes Enzym bedingt sein. Die Behandlung erfolgt lebenslang in regelmäßigen Abständen. Bei der ERT wird nicht die Erkrankung selbst therapiert beziehungsweise geheilt, sondern es werden die Symptome der Erkrankung behandelt.

## Funktionsprinzip
Durch genetisch bedingte Enzymdefekte können Patienten mit lysosomalen Speicherkrankheiten bestimmte Makromoleküle in einigen Körperzellen nicht mehr ausreichend abbauen. Dadurch reichern sich die nicht abbaubaren Makromoleküle in der Zelle an, wo sie zu Schädigungen in den Zellen und verschiedenen daraus aufgebauten Organen führen können.
Die von dem Enzymdefekt betroffenen Patienten erhalten mittels einer Infusion das fehlende Enzym. Die Zellen verschiedener Organe nehmen über eine rezeptorvermittelte Endozytose das Enzym im Lysosom auf, wo sie die katalytische Funktion der fehlenden körpereigenen Enzyme übernehmen.
Ein Teil der Patienten die eine Enzymersatztherapie erhalten entwickelt Antikörper gegen das infundierte Enzym. Dies beeinflusst allerdings nicht den therapeutischen Effekt der Therapie, da die meisten Antikörper offensichtlich nicht in der Lage sind das infundierte Enzym zu neutralisieren. Der Titer an Antikörpern nimmt im weiteren Verlauf der Therapie wieder ab, was durch die Ausbildung einer immunologischen Toleranz zu erklären ist.

## Limitierungen der Enzymersatztherapie
Mit der Enzymersatztherapie können nur die lysosomalen Speicherkrankheiten therapiert werden, die keine zentralnervöse Störungen verursachen. Der Grund hierfür ist, dass die intravenös applizierten Enzyme aufgrund ihrer Größe nicht die Blut-Hirn-Schranke überwinden und dadurch nicht in das Gehirn gelangen können. Für lysosomale Speicherkrankheiten, bei denen das Gehirn durch den Enzymdefekt von der Speicherung der nicht abgebauten Stoffwechselprodukte betroffen ist, ist die Therapie – was die zerebralen Aspekte betrifft – wirkungslos. Dies trifft auf die meisten lysosomalen Speicherkrankheiten zu. Hier bietet die Substratreduktionstherapie bessere therapeutische Perspektiven. Die Überwindung der Blut-Hirn-Schranke mittels Transzytose ist ein möglicher zukünftiger Weg, die Enzymersatztherapie auch für zerebrale lysosomale Speicherkrankheiten anwenden zu können. Diese Möglichkeiten sind noch am Anfang ihrer Entwicklung und von einem zugelassenen Arzneimittel noch weit entfernt.

## Wirkstoffproduktion
Die in der Enzymersatztherapie eingesetzten Enzyme werden mittels rekombinanter DNA-Technologie („Gentechnik“) hergestellt. Dabei können sowohl humane, murine, bovine, als auch CHO-Zelllinien verwendet werden.

## Kosten
Die Kosten für eine Enzymersatztherapie sind ausgesprochen hoch. So liegen beispielsweise die Jahresbehandlungskosten für Patienten mit Morbus Fabry bei etwa 200.000 Euro pro Patient. Im Fall der ERT von Morbus Gaucher liegen die Kosten im Bereich von 375.000 und 700.000 Euro pro Jahr und Patient, alleine für das Medikament. In Deutschland übernehmen die Krankenkassen die Therapiekosten, wenn eine sichere Diagnose gestellt wurde. In Österreich muss die Übernahme der Kosten für jeden Patienten einzeln mit den Kassen verhandelt werden.
Die Ursache für die hohen Kosten einer Enzymersatztherapie liegen zum einen in den Herstellkosten, zum anderen aber vor allem in der geringen Patientenzahl für eine zugelassene Enzymersatztherapie. Die hohen Entwicklungs- und Zulassungskosten verteilen sich auf eine recht geringe Patientenzahl. In Österreich beispielsweise liegt die Anzahl der behandelten Patienten im zweistelligen Bereich.

## Therapiebeispiele

### Morbus Gaucher
Der Morbus Gaucher ist mit einer Prävalenz von etwa 1:200.000 die häufigste lysosomale Speicherkrankheit. Das bei der Krankheit betroffene Enzym Glucocerebrosidase wurde 1973 erstmals isoliert und einem Kind infundiert worden. Dies war die weltweit erste Enzymersatztherapie. In den folgenden Jahren wurde das Enzym aus humanen Plazenten gewonnen und unter dem Markennamen Ceredase für die Enzymersatztherapie bei Morbus Gaucher verwendet. Seit Ende der 1990er Jahre sind rekombinant hergestellte Wirkstoffe zugelassen: Imiglucerase (Handelsname Cerezyme) und Velaglucerase (Handelsname Vpriv).

### Hurler-Pfaundler-Syndrom MPS Typ I
Am 30. April 2003 wurde in den USA eine Enzymersatztherapie zur Behandlung der Mukopolysaccharidose Typ I (Hurler-Pfaundler-Syndrom) zugelassen. In Europa erfolgte die Zulassung am 10. Juni 2003. Den Patienten wird dabei das künstlich hergestellte Enzym Iduronidase per Infusion zugeführt.
Das Enzym wurde erstmals 1992 biotechnologisch hergestellt. Die Patienten erhalten wöchentliche Infusionen. In verschiedenen Studien kam es zu signifikanten Verbesserungen bei den klinischen Symptomen. Bei den behandelten Patienten konnte nach sechs Wochen eine Reduzierung, teilweise sogar eine Normalisierung der Größe der Leber und Milz beobachtet werden. Die Konzentrationen an Mukopolysacchariden im Urin nahm nach wenigen Wochen stark ab. Bei vielen der behandelten Patienten war eine Zunahme an Körpergewicht sowie ein Wachstumsschub vor der Pubertät zu beobachten.

### Morbus Hunter MPS Typ II
Im Januar 2007 hat die Europäische Kommission das Enzym Idursulfase (Iduronat-2-Sulfatase) zur Behandlung von Morbus Hunter (Mukopolysaccharidose Typ II) zugelassen.

### Maroteaux-Lamy-Syndrom MPS Typ VI
Arylsulfatase B (Arzneistoff Galsulfase, Handelsname Naglazyme) wurde am 31. März 2005 in den USA und am 30. Januar 2006 in Europa zur Behandlung des Maroteaux-Lamy-Syndroms (Mukopolysaccharidose Typ VI) zugelassen.

### Morbus Pompe
Seit April 2006 ist α-Glucosidase (INN = Alglucosidase alfa, Markenname Myozyme) in Europa für die Therapie von Morbus Pompe zugelassen. 1999 wurde das transgene Enzym erstmals aus Kaninchenmilch gewonnen. Mittlerweile wird es aus CHO-Zelllinien rekombinant hergestellt. Es wird den Patienten alle zwei Wochen intravenös verabreicht.
Seit 2022 steht unter dem Vertriebsnamen Nexviadyme ein zweites von der Europäische Arzneimittel-Agentur (EMA) zugelassenes Medikament zur Enzymersatztherapie bei Morbus Pompe zur Verfügung. Ebenfalls vom Hersteller Sanofi.